# 來儀
来仪（？—1645年），字爻先，號紫峨，山东青州府临朐县籍，浙江萧山县人，明朝、南明政治人物。

## 生平
来仪原籍浙江萧山人，后遷居臨朐城西南来家庄，個性崇尚气节，为童生时曾跟隨父親到沂州、莒州教書，御史劉璞看到他的文章覺得驚奇，進而賞識他，劉璞因為忤逆魏珰遭削职，他憤慨得打算上疏彈劾魏忠賢，因為劉璞勸阻而作罷。崇祯三年（1630年），他中庚午科山东乡试解元，到十三年（1640年）成庚辰科進士，先在工部观政，授蘭陽縣知县，當时李自成剛攻破归德，陈留等縣依次陷落，蘭陽有人趁機作乱，他立刻拘捕，並招募三千人充當民兵，出奇致胜，多次擊敗流寇。李自成怒而全力攻打兰阳，軍隊號稱十万人，来仪在郊外却敌，杀伤敵軍不少士兵，但對方两翼围困，他突圍時中三箭而被擒，看見李自成就大骂，不屈服被囚；他私下与徐准、刘应密谋刺殺李自成，事敗後愤而絕食，数日後不死，闖軍經過间荥泽時逃脫，谒見抚按上陈敵軍可以围困得薦用，唯因母親去世回鄉奔喪。
服闕後，来仪獲授職方主事參軍事，不久李自成已攻陷京师，他憤而計劃勤王号召豪杰，其實大順将領姚应凤在莒州抓拿他，青州人民杀死姚应凤才得免；隆武元年（1645年）十月他起兵，大罵敵軍時被殺，其妻黄氏率領兒子尋訪兇手十四年才能將真兇繩之於法。入祀忠义孝悌祠，墓在临朐五井东。

## 著作
來儀博览群籍，为文有巧妙構思，有著作《山房小录》、《一斗诗》、《幽愤集》流傳。

## 家族
兒子来徖生擅長文章，以儒繼承家學，复仇後隐居不仕，作品以甲子编年。